# Temporada 1970 de la NFL
La Temporada 1970 de la NFL fue la 51.ª en la historia de la NFL y fue la primera desde la Fusión de la AFL-NFL.La temporada finalizó con el Super Bowl V, cuando los Baltimore Colts vencieron a los Dallas Cowboys en el Miami Orange Bowl, Miami, Florida por 16 a 13 el 17 de enero de 1971.

## Carrera Divisional.
Desde 1970 hasta el 2001, a excepción de la temporada acortada por la huelga de 1982, había tres divisiones (Este, Central y Oeste) en cada conferencia. Los ganadores de cada división, y un cuarto equipo "comodín" se clasificaban para los playoffs. Las reglas de desempate se basaron en enfrentamientos directos, seguido de los registros de división, los registros de oponentes comunes, y juego de conferencia.
Los New York Giants perdieron su último partido de la temporada regular. Si hubieran ganado ese juego, habrían empatado en el primer lugar en la división NFC Este y se hubiera decidido el campeonato de división en un desempate; pon ende, los criterios de desempates se habrían llevado a un sorteo entre Dallas y Detroit por el comodín de la NFC. Debido a esta estrecha diferencia, se consideró el uso de lanzamiento de la moneda. Los futuros criterios de desempates se ampliarían para tener aspectos más competitivos.

### Conferencia Nacional
| Semana | Este         |        | Central   |        | Oeste          |        | Wild Card     |        |
| ------ | ------------ | ------ | --------- | ------ | -------------- | ------ | ------------- | ------ |
| 1      | Dallas       | 1-0-0  | 3 equipos | 1-0-0  | 3 equipos      | 1-0-0  | 4 equipos     | 1-0-0  |
| 2      | Dallas       | 2-0-0  | 3 equipos | 2-0-0  | 2 equipos      | 2-0-0  | 3 equipos     | 2-0-0  |
| 3      | St. Louis*   | 2-1-0  | Detroit   | 3-0-0  | Los Ángeles    | 3-0-0  | 6 equipos     | 2-1-0  |
| 4      | St. Louis*   | 3-1-0  | Detroit*  | 3-1-0  | San Francisco* | 3-1-0  | 4 equipos     | 3-1-0  |
| 5      | St. Louis    | 4-1-0  | Detroit*  | 4-1-0  | Los Ángeles    | 4-1-0  | Minnesota     | 4-1-0  |
| 6      | St. Louis*   | 4-2-0  | Detroit*  | 5-1-0  | San Francisco  | 4-1-1  | Minnesota     | 5-1-0  |
| 7      | St. Louis*   | 5-2-0  | Minnesota | 6-1-0  | San Francisco  | 5-1-1  | 3 equipos     | 5-2-0  |
| 8      | St. Louis    | 6-2-0  | Minnesota | 7-1-0  | San Francisco  | 6-1-1  | Los Ángeles   | 5-2-1  |
| 9      | St. Louis    | 7-2-0  | Minnesota | 8-1-0  | San Francisco  | 7-1-1  | N.Y. Giants   | 6-3-0  |
| 10     | St. Louis    | 7-2-1  | Minnesota | 9-1-0  | San Francisco  | 7-2-1  | Los Ángeles   | 6-3-1  |
| 11     | St. Louis    | 8-2-1  | Minnesota | 9-2-0  | Los Ángeles*   | 7-3-1  | San Francisco | 7-3-1  |
| 12     | St. Louis    | 8-3-1  | Minnesota | 10-2-0 | Los Ángeles*   | 8-3-1  | San Francisco | 8-3-1  |
| 13     | N.Y. Giants* | 9-4-0  | Minnesota | 11-2-0 | San Francisco  | 9-3-1  | Dallas*       | 9-4-0  |
| 14     | Dallas       | 10-4-0 | Minnesota | 12-2-0 | San Francisco  | 10-3-1 | Detroit       | 10-4-0 |

### Conferencia Americana
| Semana | Este       |        | Central    |       | Oeste    |       | Wild card   |        |
| ------ | ---------- | ------ | ---------- | ----- | -------- | ----- | ----------- | ------ |
| 1      | 2 equipos  | 1-0-0  | 3 equipos  | 1-0-0 | Denver   | 1-0-0 | 3 equipos   | 1-0-0  |
| 2      | 4 equipos  | 1-1-0  | 3 equipos  | 1-1-0 | Denver   | 2-0-0 | 6 equipos   | 1-1-0  |
| 3      | Baltimore* | 2-1-0  | 2 equipos  | 2-1-0 | Denver   | 3-0-0 | 2 equipos   | 2-1-0  |
| 4      | Baltimore* | 3-1-0  | Cleveland  | 3-1-0 | Denver   | 3-1-0 | Miami       | 3-1-0  |
| 5      | Baltimore* | 4-1-0  | Cleveland  | 3-2-0 | Denver   | 4-1-0 | Miami       | 4-1-0  |
| 6      | Baltimore  | 5-1-0  | Cleveland  | 4-2-0 | Denver   | 4-2-0 | Miami       | 4-2-0  |
| 7      | Baltimore  | 6-1-0  | Cleveland  | 4-3-0 | Oakland  | 3-2-2 | Denver      | 4-3-0  |
| 8      | Baltimore  | 7-1-0  | Cleveland* | 4-4-0 | Oakland  | 4-2-2 | Kansas City | 4-3-1  |
| 9      | Baltimore  | 7-1-1  | Cleveland* | 4-5-0 | Oakland  | 5-2-2 | Kansas City | 5-3-1  |
| 10     | Baltimore  | 7-2-1  | Cleveland  | 5-5-0 | Oakland  | 6-2-2 | Kansas City | 5-3-2  |
| 11     | Baltimore  | 8-2-1  | Cleveland* | 5-6-0 | Oakland* | 6-3-2 | Kansas City | 6-3-2  |
| 12     | Baltimore  | 9-2-1  | Cleveland* | 6-6-0 | Oakland* | 7-3-2 | Kansas City | 7-3-2  |
| 13     | Baltimore  | 10-2-1 | Cincinnati | 7-6-0 | Oakland  | 6-3-2 | Miami       | 9-4-0  |
| 14     | Baltimore  | 11-2-1 | Cincinnati | 8-6-0 | Oakland  | 8-4-2 | Miami       | 10-4-0 |

## Temporada Regular.
V = Victorias, D = Derrotas, E = Empates, CTE = Cociente de victorias, PF= Puntos a favor, PC = Puntos en contra YDS= Yardas, ET= Hora del Este.
Nota: Los juegos empatados no fueron contabilizados de manera oficial en las posiciones hasta 1972.
En este mismo año, se transmite el primer juego del Monday Night Football por la cadena televisiva American Broadcasting Company o por sus siglas en inglés (ABC).
El primer partido que transmitió (ABC) fue.
| Equipos           | Equipos                 | Equipos                 |
| ----------------- | ----------------------- | ----------------------- |
| New York Jets     | New York Jets           | Vs                      |
| Cleveland Browns  |                         | Vs                      |
| Ciudad: Cleveland | Fecha: 21 de septiembre | Hora de USA:09:00 PM ET |

En la Semana Número 2, el enfrentamiento entre Philadelphia Eagles VS Chicago Bears se jugó por única vez en Dyche Stadium.

## Semana 1.
| Equipos | 1C                               | 2C                               | 3C                               | 4C                               | Total                            |
| --- | -------------------------------- | -------------------------------- | -------------------------------- | -------------------------------- | -------------------------------- |
| Saint Louis Cardinals                                                                                                  | 3                                | 0                                | 3                                | 7                                | 13                               |
| Los Angeles Rams | 3                                | 14                               | 7                                | 10                               | 34                               |
| Jim Hart QB. (STL) 282 Yds Pass. Willie Ellison RB. (LAR) 64 Yds Corridas. John Gilliam WR FL (STL) 133 Yds Recibidas. |                                  |                                  |                                  |                                  |                                  |
| Fecha | Viernes 18 de septiembre de 1970 | Viernes 18 de septiembre de 1970 | Viernes 18 de septiembre de 1970 | Viernes 18 de septiembre de 1970 | Viernes 18 de septiembre de 1970 |
| Hora de USA | 11:00 AM ET                      | 11:00 AM ET                      | 11:00 AM ET                      | 11:00 AM ET                      | 11:00 AM ET                      |

| Equipos | 1C                               | 2C                               | 3C                               | 4C                               | Total                            |
| --- | -------------------------------- | -------------------------------- | -------------------------------- | -------------------------------- | -------------------------------- |
| Chicago Bears | 7                                | 3                                | 7                                | 7                                | 24                               |
| New York Giants | 10                               | 3                                | 0                                | 3                                | 16                               |
| Fran Tarketon QB (NYG) 277 Yds por Pases. Gale Sayers RB (CHI) 43 Yds Corridas. Ron Johnson RB (NYG) 86 Yds para Recepción. |                                  |                                  |                                  |                                  |                                  |
| Fecha | Sábado 19 de septiembre de 1970. | Sábado 19 de septiembre de 1970. | Sábado 19 de septiembre de 1970. | Sábado 19 de septiembre de 1970. | Sábado 19 de septiembre de 1970. |
| Hora de USA | 08:00 PM                         | 08:00 PM                         | 08:00 PM                         | 08:00 PM                         | 08:00 PM                         |

| Equipos | 1C                                | 2C                                | 3C                                | 4C                                | Total                             |
| --- | --------------------------------- | --------------------------------- | --------------------------------- | --------------------------------- | --------------------------------- |
| Denver Broncos | 0                                 | 5                                 | 7                                 | 13                                | 25                                |
| Buffalo Bills | 7                                 | 3                                 | 0                                 | 0                                 | 10                                |
| Steve Tensi QB. (DEN) 104 Pases por Yds. Floyd Little RB. (DEN) 43 Yds Corridas. Al Denson FL-TE-SE-WR (DEN) 85 Yds Para Recepción. |                                   |                                   |                                   |                                   |                                   |
| Fecha | Domingo 20 de septiembre de 1970. | Domingo 20 de septiembre de 1970. | Domingo 20 de septiembre de 1970. | Domingo 20 de septiembre de 1970. | Domingo 20 de septiembre de 1970. |
| Hora de USA | 01:00 PM ET                       | 01:00 PM ET                       | 01:00 PM ET                       | 01:00 PM ET                       | 01:00 PM ET                       |

| Equipos | 1C                                | 2C                                | 3C                                | 4C                                | Total                             |
| --- | --------------------------------- | --------------------------------- | --------------------------------- | --------------------------------- | --------------------------------- |
| Oakland Raiders | 7                                 | 0                                 | 14                                | 0                                 | 21                                |
| Cincinnati Bengals | 7                                 | 7                                 | 14                                | 3                                 | 31                                |
| Daryle Lamonica QB (OAK) 265 Pases por Yds. Jess Philips RB DB (CIN) 130 Yds Corridas. Fred Biletnikoff WR FL (OAK) 113 Yds Para Recepción. |                                   |                                   |                                   |                                   |                                   |
| Fecha | Domingo 20 de septiembre de 1970. | Domingo 20 de septiembre de 1970. | Domingo 20 de septiembre de 1970. | Domingo 20 de septiembre de 1970. | Domingo 20 de septiembre de 1970. |
| Hora de USA | 01:00 PM ET                       | 01:00 PM ET                       | 01:00 PM ET                       | 01:00 PM ET                       | 01:00 PM ET                       |

| Equipos | 1C                                | 2C                                | 3C                                | 4C                                | Total.                            |
| --- | --------------------------------- | --------------------------------- | --------------------------------- | --------------------------------- | --------------------------------- |
| Miami Dolphins | 7                                 | 7                                 | 0                                 | 0                                 | 14                                |
| Boston Patriots | 3                                 | 17                                | 0                                 | 7                                 | 27                                |
| Rob Griese QB (MIA) 161 Pases por Yds. Jim Nance RB (BOS) 89 Yds Corridas. Jim Kiick RB (MIA) 99 Yds Para Recepción. |                                   |                                   |                                   |                                   |                                   |
| Fecha | Domingo 20 de septiembre de 1970. | Domingo 20 de septiembre de 1970. | Domingo 20 de septiembre de 1970. | Domingo 20 de septiembre de 1970. | Domingo 20 de septiembre de 1970. |
| Hora de USA. | 01:00 PM ET.                      | 01:00 PM ET.                      | 01:00 PM ET.                      | 01:00 PM ET.                      | 01:00 PM ET.                      |

| Equipos | 1C                                | 2C                                | 3C                                | 4C                                | Total                             |
| --- | --------------------------------- | --------------------------------- | --------------------------------- | --------------------------------- | --------------------------------- |
| Dallas Cowboys | 0                                 | 7                                 | 7                                 | 3                                 | 17                                |
| Philadelphia Eagles | 7                                 | 0                                 | 0                                 | 0                                 | 7                                 |
| Norm Snead QB (PHI)138 Yds por Pases. Calvin Hill RB (DAL)177 Yds Corridas. Lance Rentzel WR-FL (DAL) 100 Yds para Recepción |                                   |                                   |                                   |                                   |                                   |
| Fecha | Domingo 20 de septiembre de 1970. | Domingo 20 de septiembre de 1970. | Domingo 20 de septiembre de 1970. | Domingo 20 de septiembre de 1970. | Domingo 20 de septiembre de 1970. |
| Hora de USA. | 01:00 PM ET.                      | 01:00 PM ET.                      | 01:00 PM ET.                      | 01:00 PM ET.                      | 01:00 PM ET.                      |

| Equipos | 1C                                | 2C                                | 3C                                | 4C                                | Total                             |
| --- | --------------------------------- | --------------------------------- | --------------------------------- | --------------------------------- | --------------------------------- |
| Houston Oilers | 7                                 | 7                                 | 2                                 | 3                                 | 19                                |
| Pittsburg Steelers | 0                                 | 0                                 | 0                                 | 7                                 | 7                                 |
| Charley Johnson QB.(HOU) 138 Yds por Pases. Hoyle Granger RB (HOU) 73 Yds Corridas. Ron Shanklin WR (PIT) 73 Yds Para Recepción |                                   |                                   |                                   |                                   |                                   |
| Fecha | Domingo 20 de septiembre de 1970. | Domingo 20 de septiembre de 1970. | Domingo 20 de septiembre de 1970. | Domingo 20 de septiembre de 1970. | Domingo 20 de septiembre de 1970. |
| Hora de USA | 01:00 PM ET                       | 01:00 PM ET                       | 01:00 PM ET                       | 01:00 PM ET                       | 01:00 PM ET                       |

| Equipos | 1C                                | 2C                                | 3C                                | 4C                                | Total                             |
| --- | --------------------------------- | --------------------------------- | --------------------------------- | --------------------------------- | --------------------------------- |
| Atlanta Falcons | 0                                 | 0                                 | 0                                 | 14                                | 14                                |
| New Orleans Saints | 3                                 | 0                                 | 0                                 | 0                                 | 3                                 |
| Holly Kilmer QB-DH (NOR) 143 Yds por Pases. James "Canonball" Butler RB (ATL) 58 Yds Corridas. Al Dodd WR-SE-DB 85 Yds Para Recepción. |                                   |                                   |                                   |                                   |                                   |
| Fecha | Domingo 20 de septiembre de 1970. | Domingo 20 de septiembre de 1970. | Domingo 20 de septiembre de 1970. | Domingo 20 de septiembre de 1970. | Domingo 20 de septiembre de 1970. |
| Hora de USA | 01:30 PM ET.                      | 01:30 PM ET.                      | 01:30 PM ET.                      | 01:30 PM ET.                      | 01:30 PM ET.                      |

| Equipos | 1C                                | 2C                                | 3C                                | 4C                                | Total                             |
| --- | --------------------------------- | --------------------------------- | --------------------------------- | --------------------------------- | --------------------------------- |
| Detroit Lions | 10                                | 3                                 | 10                                | 17                                | 40                                |
| Green Bay Packers | 0                                 | 0                                 | 0                                 | 0                                 | 0                                 |
| Bill Munson QB (DET) 141 Yds por Pases. Greg Landry QB (DET) 76 Yds Corridas. Larry Walton WR-FL (DET) 62 Yds Para Recepción. |                                   |                                   |                                   |                                   |                                   |
| Fecha | Domingo 20 de septiembre de 1970. | Domingo 20 de septiembre de 1970. | Domingo 20 de septiembre de 1970. | Domingo 20 de septiembre de 1970. | Domingo 20 de septiembre de 1970. |
| Hora de USA | 02:00 PM ET                       | 02:00 PM ET                       | 02:00 PM ET                       | 02:00 PM ET                       | 02:00 PM ET                       |

| Equipos | 1C                              | 2C                              | 3C                              | 4C                              | Total.                          |
| --- | ------------------------------- | ------------------------------- | ------------------------------- | ------------------------------- | ------------------------------- |
| Kansas City Chiefs | 0                               | 7                               | 3                               | 0                               | 10                              |
| Minessota Vikings | 0                               | 17                              | 0                               | 10                              | 27                              |
| Len Dawson QB (KC) 164 Yds por Pases. Bill Brown RB (MIN) 55 Yds Corridas. Otis Taylor WR-FL (KC) 100 Yds para Recepción. |                                 |                                 |                                 |                                 |                                 |
| Fecha | Domingo 20 de Septiembre. 1970. | Domingo 20 de Septiembre. 1970. | Domingo 20 de Septiembre. 1970. | Domingo 20 de Septiembre. 1970. | Domingo 20 de Septiembre. 1970. |
| Hora de USA | 04:00 PM ET                     | 04:00 PM ET                     | 04:00 PM ET                     | 04:00 PM ET                     | 04:00 PM ET                     |

| Equipos.                                                                              | 1C                                | 2C                                | 3C                                | 4C                                | Total.                            |
| ------------------------------------------------------------------------------------- | --------------------------------- | --------------------------------- | --------------------------------- | --------------------------------- | --------------------------------- |
| Baltimore Colts.                                                                      | 0                                 | 3                                 | 7                                 | 6                                 | 16                                |
| San Diego Chargers.                                                                   | 0                                 | 0                                 | 7                                 | 7                                 | 14                                |
| John Hadl QB (SD) 255 Yds por Pases. Gary Garrison WR-SE (SD) 122 Yds Para Recepción. |                                   |                                   |                                   |                                   |                                   |
| Fecha                                                                                 | Domingo 20 de septiembre de 1970. | Domingo 20 de septiembre de 1970. | Domingo 20 de septiembre de 1970. | Domingo 20 de septiembre de 1970. | Domingo 20 de septiembre de 1970. |
| Hora de USA.                                                                          | 04:00 PM ET.                      | 04:00 PM ET.                      | 04:00 PM ET.                      | 04:00 PM ET.                      | 04:00 PM ET.                      |

| Equipos | 1C                              | 2C                              | 3C                              | 4C                              | Total.                          |
| --- | ------------------------------- | ------------------------------- | ------------------------------- | ------------------------------- | ------------------------------- |
| New York Jets. | 0                               | 7                               | 7                               | 7                               | 21                              |
| Cleveland Browns | 14                              | 0                               | 10                              | 7                               | 31                              |
| Joe Namath QB. (NYJ) 298 Yds por Pases. Matt Snell RB. (NYJ) 108 Yds Corridas. George Sauer SE-WR (NYJ) 172 Yds Para Recepción. |                                 |                                 |                                 |                                 |                                 |
| Fecha | Lunes 21 de septiembre de 1970. | Lunes 21 de septiembre de 1970. | Lunes 21 de septiembre de 1970. | Lunes 21 de septiembre de 1970. | Lunes 21 de septiembre de 1970. |
| Hora de USA | 09:00 PM ET.                    | 09:00 PM ET.                    | 09:00 PM ET.                    | 09:00 PM ET.                    | 09:00 PM ET.                    |

★Fue el Primer Juego del Monday Night Football transmitido por la Cadena Televisiva (abc).

### Jugadores Más Valiosos de la Semana 1.
Defensor Más Valioso.
| Nombre del Jugador. | Yardas (Yds)       | Intercepciones (INT) | Pases Defendidos (PD) | Balón Sueltos o Fumbles | TouchDown.         | Capturas o Sacks   |
| ------------------- | ------------------ | -------------------- | --------------------- | ----------------------- | ------------------ | ------------------ |
| Lem Barney          | 40                 | 01                   | 0                     | 0                       | 01                 | 0.0                |
| Posiciones          | DB (Defense Back)  | DB (Defense Back)    | DB (Defense Back)     | DB (Defense Back)       | DB (Defense Back)  | DB (Defense Back)  |
| Equipo              | Detroit Lions      | Detroit Lions        | Detroit Lions         | Detroit Lions           | Detroit Lions      | Detroit Lions      |
| Oponente            | Green Bay Packers. | Green Bay Packers.   | Green Bay Packers.    | Green Bay Packers.      | Green Bay Packers. | Green Bay Packers. |

Corredor Más Valiosos de la Semana 1.
| Nombre del Jugador | Yardas.                                | Intentos o Attemps (ATT).              | TouchDown (TD)                         |
| ------------------ | -------------------------------------- | -------------------------------------- | -------------------------------------- |
| Jess Phillips      | 130                                    | 15                                     | 01                                     |
| Posiciones.        | DB.=(Defense Back). RB.=(Runing Back). | DB.=(Defense Back). RB.=(Runing Back). | DB.=(Defense Back). RB.=(Runing Back). |
| Equipo             | Cincinnati Bengals.                    | Cincinnati Bengals.                    | Cincinnati Bengals.                    |
| Oponente           | Oakland Raiders.                       | Oakland Raiders.                       | Oakland Raiders.                       |

Receptor Más Valioso Semana 1.
| Nombre del Jugador | Yardas                             | Recepciones (REC)                  | TouchDown (TD).                    |
| ------------------ | ---------------------------------- | ---------------------------------- | ---------------------------------- |
| George Sauer       | 172                                | 10                                 | 01                                 |
| Posiciones         | SE.=(Safety). WR.=(Wide Receiver). | SE.=(Safety). WR.=(Wide Receiver). | SE.=(Safety). WR.=(Wide Receiver). |
| Equipo             | New York Jets.                     | New York Jets.                     | New York Jets.                     |
| Oponente           | Cleveland Browns.                  | Cleveland Browns.                  | Cleveland Browns.                  |

Jugador con más Pases de la Semana 1.
| Nombre del Jugador | Yardas                 | Pases Completos (PC).  | Intercepciones         | Intentos (ATT)         | TouchDown (TD)         | Rango o Rate.          |
| ------------------ | ---------------------- | ---------------------- | ---------------------- | ---------------------- | ---------------------- | ---------------------- |
| Roman Gabriel      | 185                    | 16                     | 0                      | 26                     | 03                     | 121.5                  |
| Posiciones.        | QB (Quarter-Back).     | QB (Quarter-Back).     | QB (Quarter-Back).     | QB (Quarter-Back).     | QB (Quarter-Back).     | QB (Quarter-Back).     |
| Equipo             | Los Angeles Rams.      | Los Angeles Rams.      | Los Angeles Rams.      | Los Angeles Rams.      | Los Angeles Rams.      | Los Angeles Rams.      |
| Oponente           | Saint Louis Cardinals. | Saint Louis Cardinals. | Saint Louis Cardinals. | Saint Louis Cardinals. | Saint Louis Cardinals. | Saint Louis Cardinals. |

## Semana 2
| Equipos. | Registro.                         | Registro.                         | Registro.                         | Puntos Por Cuartos.               | Puntos Por Cuartos.               | Puntos Por Cuartos.               | Puntos Por Cuartos.               | Puntos Por Cuartos.               |
| --- | --------------------------------- | --------------------------------- | --------------------------------- | --------------------------------- | --------------------------------- | --------------------------------- | --------------------------------- | --------------------------------- |
| SEMANA 2 | V                                 | D                                 | E                                 | 1C                                | 2C                                | 3C                                | 4C                                | Total                             |
| Los Angeles Rams | 2                                 | 0                                 | 0                                 | 3                                 | 13                                | 0                                 | 6                                 | 19                                |
| Bufalo Bills. | 0                                 | 2                                 | 0                                 | 0                                 | 0                                 | 0                                 | 0                                 | 0                                 |
| Roman Gabriel QB (L.A. Rams) 202 Yds para Pases. Willie Ellison RB (L.A. RAMS) 90 Yds Corridas. Jack Snow WR-SE (L.A. RAMS) 138 Yds Para Recepción. |                                   |                                   |                                   |                                   |                                   |                                   |                                   |                                   |
| Fecha. | Domingo 27 de septiembre de 1970. | Domingo 27 de septiembre de 1970. | Domingo 27 de septiembre de 1970. | Domingo 27 de septiembre de 1970. | Domingo 27 de septiembre de 1970. | Domingo 27 de septiembre de 1970. | Domingo 27 de septiembre de 1970. | Domingo 27 de septiembre de 1970. |
| Hora de USA. | 01:00 PM ET.                      | 01:00 PM ET.                      | 01:00 PM ET.                      | 01:00 PM ET.                      | 01:00 PM ET.                      | 01:00 PM ET.                      | 01:00 PM ET.                      | 01:00 PM ET.                      |

| Equipos.                                                                      | Registro                          | Registro                          | Registro                          | Puntos por Cuartos.               | Puntos por Cuartos.               | Puntos por Cuartos.               | Puntos por Cuartos.               | Puntos por Cuartos.               |
| ----------------------------------------------------------------------------- | --------------------------------- | --------------------------------- | --------------------------------- | --------------------------------- | --------------------------------- | --------------------------------- | --------------------------------- | --------------------------------- |
| SEMANA 2.                                                                     | V                                 | D                                 | E                                 | 1C                                | 2C                                | 3C                                | 4C                                | Total.                            |
| Cincinnati Bengals.                                                           | 1                                 | 1                                 | 0                                 | 0                                 | 0                                 | 0                                 | 3                                 | 3                                 |
| Detroit Lions.                                                                | 2                                 | 0                                 | 0                                 | 7                                 | 24                                | 0                                 | 7                                 | 38                                |
| Bill Munson QB. (DET). 59 Yds para Pases. Mel Far RB. (DET). 70 Yds Corridas. |                                   |                                   |                                   |                                   |                                   |                                   |                                   |                                   |
| Fecha.                                                                        | Domingo 27 de septiembre de 1970. | Domingo 27 de septiembre de 1970. | Domingo 27 de septiembre de 1970. | Domingo 27 de septiembre de 1970. | Domingo 27 de septiembre de 1970. | Domingo 27 de septiembre de 1970. | Domingo 27 de septiembre de 1970. | Domingo 27 de septiembre de 1970. |
| Hora de USA.                                                                  | 01:00 PM ET.                      | 01:00 PM ET.                      | 01:00 PM ET.                      | 01:00 PM ET.                      | 01:00 PM ET.                      | 01:00 PM ET.                      | 01:00 PM ET.                      | 01:00 PM ET.                      |

| Equipos | Registro                          | Registro                          | Registro                          | Puntos Por Cuartos.               | Puntos Por Cuartos.               | Puntos Por Cuartos.               | Puntos Por Cuartos.               | Puntos Por Cuartos.               |
| --- | --------------------------------- | --------------------------------- | --------------------------------- | --------------------------------- | --------------------------------- | --------------------------------- | --------------------------------- | --------------------------------- |
| SEMANA 2. | V                                 | D                                 | E                                 | 1C                                | 2C                                | 3C                                | 4C                                | Total.                            |
| New York Jets. | 1                                 | 1                                 | 0                                 | 7                                 | 14                                | 7                                 | 3                                 | 31                                |
| Boston Patriots. | 1                                 | 1                                 | 0                                 | 0                                 | 7                                 | 14                                | 0                                 | 21                                |
| Mike Taliaferro QB. (BOS) 153 Yds para Pases. Emerson Boozer RB. (NYJ) 90 Yds Corridas. Ron Sellers WR (BOS) 92 Yds para Recepción. |                                   |                                   |                                   |                                   |                                   |                                   |                                   |                                   |
| Fecha | Domingo 27 de septiembre de 1970. | Domingo 27 de septiembre de 1970. | Domingo 27 de septiembre de 1970. | Domingo 27 de septiembre de 1970. | Domingo 27 de septiembre de 1970. | Domingo 27 de septiembre de 1970. | Domingo 27 de septiembre de 1970. | Domingo 27 de septiembre de 1970. |
| Hora de USA | 01:00 PM ET.                      | 01:00 PM ET.                      | 01:00 PM ET.                      | 01:00 PM ET.                      | 01:00 PM ET.                      | 01:00 PM ET.                      | 01:00 PM ET.                      | 01:00 PM ET.                      |

| Equipos | Registro                         | Registro                         | Registro                         | Puntos por Cuartos.              | Puntos por Cuartos.              | Puntos por Cuartos.              | Puntos por Cuartos.              | Puntos por Cuartos.              |
| --- | -------------------------------- | -------------------------------- | -------------------------------- | -------------------------------- | -------------------------------- | -------------------------------- | -------------------------------- | -------------------------------- |
| SEMANA 2. | V.                               | D.                               | E.                               | 1C                               | 2C                               | 3C                               | 4C                               | Total.                           |
| Washington Redskins | 1                                | 1                                | 0                                | 7                                | 3                                | 0                                | 7                                | 17                               |
| Saint Louis Cardinals. | 0                                | 2                                | 0                                | 0                                | 13                               | 14                               | 0                                | 27                               |
| Sonny Jurgensen QB. (WSH) 114 Yds Para Pases. MacArthur Lame RB. (STL). 146 Yds Corridas. Charley Taylor. WR-SE-RB. (WSH) 54 Yds Para Recepción. |                                  |                                  |                                  |                                  |                                  |                                  |                                  |                                  |
| Fecha | Domingo 27 de septiembre de 1970 | Domingo 27 de septiembre de 1970 | Domingo 27 de septiembre de 1970 | Domingo 27 de septiembre de 1970 | Domingo 27 de septiembre de 1970 | Domingo 27 de septiembre de 1970 | Domingo 27 de septiembre de 1970 | Domingo 27 de septiembre de 1970 |
| Hora | 02:00 PM ET                      | 02:00 PM ET                      | 02:00 PM ET                      | 02:00 PM ET                      | 02:00 PM ET                      | 02:00 PM ET                      | 02:00 PM ET                      | 02:00 PM ET                      |

| Equipos | Registro                          | Registro                          | Registro                          | Puntos Por Cuartos.               | Puntos Por Cuartos.               | Puntos Por Cuartos.               | Puntos Por Cuartos.               | Puntos Por Cuartos.               |
| --- | --------------------------------- | --------------------------------- | --------------------------------- | --------------------------------- | --------------------------------- | --------------------------------- | --------------------------------- | --------------------------------- |
| SEMANA 2 | V                                 | D                                 | E                                 | 1C                                | 2C                                | 3C                                | 4C                                | Total.                            |
| New York Giants. | 0                                 | 2                                 | 0                                 | 3                                 | 7                                 | 0                                 | 0                                 | 10                                |
| Dallas Cowboys. | 2                                 | 0                                 | 0                                 | 0                                 | 0                                 | 14                                | 14                                | 28                                |
| Fran (The Scrambler) Tankerton QB. (NYG) 157 Yds para Pases. Calvin Hill RB (DAL) 60 Yds Corridas. Bob (Bullet) Hayes. SE-WR. (DAL). 112 Yds Para Recepción. |                                   |                                   |                                   |                                   |                                   |                                   |                                   |                                   |
| Fecha. | Domingo 27 de septiembre de 1970. | Domingo 27 de septiembre de 1970. | Domingo 27 de septiembre de 1970. | Domingo 27 de septiembre de 1970. | Domingo 27 de septiembre de 1970. | Domingo 27 de septiembre de 1970. | Domingo 27 de septiembre de 1970. | Domingo 27 de septiembre de 1970. |
| Hora. | 02:00 PM ET.                      | 02:00 PM ET.                      | 02:00 PM ET.                      | 02:00 PM ET.                      | 02:00 PM ET.                      | 02:00 PM ET.                      | 02:00 PM ET.                      | 02:00 PM ET.                      |

| Equipos | Registros.                        | Registros.                        | Registros.                        | Puntos Por Cuartos.               | Puntos Por Cuartos.               | Puntos Por Cuartos.               | Puntos Por Cuartos.               | Puntos Por Cuartos.               |
| --- | --------------------------------- | --------------------------------- | --------------------------------- | --------------------------------- | --------------------------------- | --------------------------------- | --------------------------------- | --------------------------------- |
| Equipos | V                                 | D                                 | E                                 | 1C                                | 2C                                | 3C                                | 4C                                | Total.                            |
| Atlanta Falcons. | 1                                 | 1                                 | 0                                 | 0                                 | 3                                 | 7                                 | 14                                | 24                                |
| Green Bay Packers. | 1                                 | 1                                 | 0                                 | 7                                 | 13                                | 0                                 | 7                                 | 27                                |
| Bob Berry QB. (ATL) 302 Yds Por Pases. Harmon Wages RB.(ATL) 54 Yds Corridas. Carroll Dale WR-TE-FL. (GB) 186 Yds Para Recepción. |                                   |                                   |                                   |                                   |                                   |                                   |                                   |                                   |
| Fecha. | Domingo 27 de septiembre de 1970. | Domingo 27 de septiembre de 1970. | Domingo 27 de septiembre de 1970. | Domingo 27 de septiembre de 1970. | Domingo 27 de septiembre de 1970. | Domingo 27 de septiembre de 1970. | Domingo 27 de septiembre de 1970. | Domingo 27 de septiembre de 1970. |
| Hora | 02:00 PM ET.                      | 02:00 PM ET.                      | 02:00 PM ET.                      | 02:00 PM ET.                      | 02:00 PM ET.                      | 02:00 PM ET.                      | 02:00 PM ET.                      | 02:00 PM ET.                      |

| Equipos.            | Registro. | Registro. | Registro. | Puntos Por Cuartos. | Puntos Por Cuartos. | Puntos Por Cuartos. | Puntos Por Cuartos. | Puntos Por Cuartos. |
| ------------------- | --- | --- | --- | --- | --- | --- | --- | --- |
| Equipos.            | V. | D. | E. | 1C | 2C | 3C | 4C | Total. |
| New Orleans Saints. | 0 | 2 | 0 | 0 | 0 | 0 | 0 | 0 |
| Minnesota Vikings.  | 2 | 0 | 0 | 7 | 6 | 3 | 10 | 26 |
| Números             | Gary Cuozzo QB. (MIN) 191 Yds Para Pases. Tony Baker RB. (NO) 50 Yds Corridas. Clint Jones RB. (MIN) 81 Yds Para Recepción. | Gary Cuozzo QB. (MIN) 191 Yds Para Pases. Tony Baker RB. (NO) 50 Yds Corridas. Clint Jones RB. (MIN) 81 Yds Para Recepción. | Gary Cuozzo QB. (MIN) 191 Yds Para Pases. Tony Baker RB. (NO) 50 Yds Corridas. Clint Jones RB. (MIN) 81 Yds Para Recepción. | Gary Cuozzo QB. (MIN) 191 Yds Para Pases. Tony Baker RB. (NO) 50 Yds Corridas. Clint Jones RB. (MIN) 81 Yds Para Recepción. | Gary Cuozzo QB. (MIN) 191 Yds Para Pases. Tony Baker RB. (NO) 50 Yds Corridas. Clint Jones RB. (MIN) 81 Yds Para Recepción. | Gary Cuozzo QB. (MIN) 191 Yds Para Pases. Tony Baker RB. (NO) 50 Yds Corridas. Clint Jones RB. (MIN) 81 Yds Para Recepción. | Gary Cuozzo QB. (MIN) 191 Yds Para Pases. Tony Baker RB. (NO) 50 Yds Corridas. Clint Jones RB. (MIN) 81 Yds Para Recepción. | Gary Cuozzo QB. (MIN) 191 Yds Para Pases. Tony Baker RB. (NO) 50 Yds Corridas. Clint Jones RB. (MIN) 81 Yds Para Recepción. |
| Fecha.              | Domingo 27 de septiembre de 1970.                                                                                           | Domingo 27 de septiembre de 1970.                                                                                           | Domingo 27 de septiembre de 1970.                                                                                           | Domingo 27 de septiembre de 1970.                                                                                           | Domingo 27 de septiembre de 1970.                                                                                           | Domingo 27 de septiembre de 1970.                                                                                           | Domingo 27 de septiembre de 1970.                                                                                           | Domingo 27 de septiembre de 1970.                                                                                           |
| Hora de USA.        | 02:00 PM ET. | 02:00 PM ET. | 02:00 PM ET. | 02:00 PM ET. | 02:00 PM ET. | 02:00 PM ET. | 02:00 PM ET. | 02:00 PM ET. |

| Equipos.        | Registro. | Registro. | Registro. | Puntos Por Cuartos. | Puntos Por Cuartos. | Puntos Por Cuartos. | Puntos Por Cuartos. | Puntos Por Cuartos. |
| --------------- | --- | --- | --- | --- | --- | --- | --- | --- |
| Equipos.        | V | D | E | 1C | 2C | 3C | 4C | Total. |
| Miami Dolphins. | 1 | 1 | 0 | 3 | 7 | 7 | 3 | 20 |
| Houston Oilers. | 1 | 1 | 0 | 3 | 0 | 0 | 7 | 10 |
| Números.        | Charley Johnson. QB.(HOU) 192 Yds Por Pases. Larry Csonka. RB.(MIA) 84 Yds Corridas. Calvin Reed TE.(HOU) 81 Yds Para Recepción. | Charley Johnson. QB.(HOU) 192 Yds Por Pases. Larry Csonka. RB.(MIA) 84 Yds Corridas. Calvin Reed TE.(HOU) 81 Yds Para Recepción. | Charley Johnson. QB.(HOU) 192 Yds Por Pases. Larry Csonka. RB.(MIA) 84 Yds Corridas. Calvin Reed TE.(HOU) 81 Yds Para Recepción. | Charley Johnson. QB.(HOU) 192 Yds Por Pases. Larry Csonka. RB.(MIA) 84 Yds Corridas. Calvin Reed TE.(HOU) 81 Yds Para Recepción. | Charley Johnson. QB.(HOU) 192 Yds Por Pases. Larry Csonka. RB.(MIA) 84 Yds Corridas. Calvin Reed TE.(HOU) 81 Yds Para Recepción. | Charley Johnson. QB.(HOU) 192 Yds Por Pases. Larry Csonka. RB.(MIA) 84 Yds Corridas. Calvin Reed TE.(HOU) 81 Yds Para Recepción. | Charley Johnson. QB.(HOU) 192 Yds Por Pases. Larry Csonka. RB.(MIA) 84 Yds Corridas. Calvin Reed TE.(HOU) 81 Yds Para Recepción. | Charley Johnson. QB.(HOU) 192 Yds Por Pases. Larry Csonka. RB.(MIA) 84 Yds Corridas. Calvin Reed TE.(HOU) 81 Yds Para Recepción. |
| Fecha           | Domingo, 27 de septiembre de 1970.                                                                                               | Domingo, 27 de septiembre de 1970.                                                                                               | Domingo, 27 de septiembre de 1970.                                                                                               | Domingo, 27 de septiembre de 1970.                                                                                               | Domingo, 27 de septiembre de 1970.                                                                                               | Domingo, 27 de septiembre de 1970.                                                                                               | Domingo, 27 de septiembre de 1970.                                                                                               | Domingo, 27 de septiembre de 1970.                                                                                               |
| Hora de USA.    | 02:00 PM ET. | 02:00 PM ET. | 02:00 PM ET. | 02:00 PM ET. | 02:00 PM ET. | 02:00 PM ET. | 02:00 PM ET. | 02:00 PM ET. |

| Equipos             | Registro. | Registro. | Registro. | Puntos Por Cuartos. | Puntos Por Cuartos. | Puntos Por Cuartos. | Puntos Por Cuartos. | Puntos Por Cuartos. |
| ------------------- | --- | --- | --- | --- | --- | --- | --- | --- |
| Equipos             | V | D | E | 1C | 2C | 3C | 4C | Total. |
| Pittsburgh Steelers | 0 | 2 | 0 | 0 | 10 | 3 | 0 | 13 |
| Denver Broncos.     | 2 | 0 | 0 | 7 | 0 | 9 | 0 | 16 |
| Números.            | Terry Bradshaw QB. (PIT). 211 Yds Para Pases. Floyd (The Franchise) Little. RB. (DEN) 54 Yds Corridas. Ron Shanklin WR. (PIT) 123 Yds Para Recepción. | Terry Bradshaw QB. (PIT). 211 Yds Para Pases. Floyd (The Franchise) Little. RB. (DEN) 54 Yds Corridas. Ron Shanklin WR. (PIT) 123 Yds Para Recepción. | Terry Bradshaw QB. (PIT). 211 Yds Para Pases. Floyd (The Franchise) Little. RB. (DEN) 54 Yds Corridas. Ron Shanklin WR. (PIT) 123 Yds Para Recepción. | Terry Bradshaw QB. (PIT). 211 Yds Para Pases. Floyd (The Franchise) Little. RB. (DEN) 54 Yds Corridas. Ron Shanklin WR. (PIT) 123 Yds Para Recepción. | Terry Bradshaw QB. (PIT). 211 Yds Para Pases. Floyd (The Franchise) Little. RB. (DEN) 54 Yds Corridas. Ron Shanklin WR. (PIT) 123 Yds Para Recepción. | Terry Bradshaw QB. (PIT). 211 Yds Para Pases. Floyd (The Franchise) Little. RB. (DEN) 54 Yds Corridas. Ron Shanklin WR. (PIT) 123 Yds Para Recepción. | Terry Bradshaw QB. (PIT). 211 Yds Para Pases. Floyd (The Franchise) Little. RB. (DEN) 54 Yds Corridas. Ron Shanklin WR. (PIT) 123 Yds Para Recepción. | Terry Bradshaw QB. (PIT). 211 Yds Para Pases. Floyd (The Franchise) Little. RB. (DEN) 54 Yds Corridas. Ron Shanklin WR. (PIT) 123 Yds Para Recepción. |
| Fecha.              | Domingo, 27 de septiembre de 1970. | Domingo, 27 de septiembre de 1970. | Domingo, 27 de septiembre de 1970. | Domingo, 27 de septiembre de 1970. | Domingo, 27 de septiembre de 1970. | Domingo, 27 de septiembre de 1970. | Domingo, 27 de septiembre de 1970. | Domingo, 27 de septiembre de 1970. |
| Hora de USA         | 04:00 PM ET. | 04:00 PM ET. | 04:00 PM ET. | 04:00 PM ET. | 04:00 PM ET. | 04:00 PM ET. | 04:00 PM ET. | 04:00 PM ET. |

| Equipos             | Registro | Registro | Registro | Puntos por Cuartos. | Puntos por Cuartos. | Puntos por Cuartos. | Puntos por Cuartos. | Puntos por Cuartos. |
| ------------------- | --- | --- | --- | --- | --- | --- | --- | --- |
| Equipos             | V | D | E | 1C | 2C | 3C | 4C | Total. |
| Oakland Raiders.    | 0 | 1 | 1 | 3 | 17 | 0 | 7 | 27 |
| San Diego Chargers. | 0 | 1 | 1 | 3 | 7 | 3 | 14 | 27 |
| Números.            | Daryle (Mad Bomber) Lamonica. QB (OAK). 267 Yds Para Pases. Charlie Smith. RB (OAK). 71 Yds Corridas. Warren Wells. SE-WR (OAK) 127 Yds Para Recepción. | Daryle (Mad Bomber) Lamonica. QB (OAK). 267 Yds Para Pases. Charlie Smith. RB (OAK). 71 Yds Corridas. Warren Wells. SE-WR (OAK) 127 Yds Para Recepción. | Daryle (Mad Bomber) Lamonica. QB (OAK). 267 Yds Para Pases. Charlie Smith. RB (OAK). 71 Yds Corridas. Warren Wells. SE-WR (OAK) 127 Yds Para Recepción. | Daryle (Mad Bomber) Lamonica. QB (OAK). 267 Yds Para Pases. Charlie Smith. RB (OAK). 71 Yds Corridas. Warren Wells. SE-WR (OAK) 127 Yds Para Recepción. | Daryle (Mad Bomber) Lamonica. QB (OAK). 267 Yds Para Pases. Charlie Smith. RB (OAK). 71 Yds Corridas. Warren Wells. SE-WR (OAK) 127 Yds Para Recepción. | Daryle (Mad Bomber) Lamonica. QB (OAK). 267 Yds Para Pases. Charlie Smith. RB (OAK). 71 Yds Corridas. Warren Wells. SE-WR (OAK) 127 Yds Para Recepción. | Daryle (Mad Bomber) Lamonica. QB (OAK). 267 Yds Para Pases. Charlie Smith. RB (OAK). 71 Yds Corridas. Warren Wells. SE-WR (OAK) 127 Yds Para Recepción. | Daryle (Mad Bomber) Lamonica. QB (OAK). 267 Yds Para Pases. Charlie Smith. RB (OAK). 71 Yds Corridas. Warren Wells. SE-WR (OAK) 127 Yds Para Recepción. |
| Fecha.              | Domingo, 27 de septiembre de 1970. | Domingo, 27 de septiembre de 1970. | Domingo, 27 de septiembre de 1970. | Domingo, 27 de septiembre de 1970. | Domingo, 27 de septiembre de 1970. | Domingo, 27 de septiembre de 1970. | Domingo, 27 de septiembre de 1970. | Domingo, 27 de septiembre de 1970. |
| Hora de USA.        | 04:00 PM ET. | 04:00 PM ET. | 04:00 PM ET. | 04:00 PM ET. | 04:00 PM ET. | 04:00 PM ET. | 04:00 PM ET. | 04:00 PM ET. |

| Equipos             | Registro. | Registro. | Registro. | Puntos Por Cuartos. | Puntos Por Cuartos. | Puntos Por Cuartos. | Puntos Por Cuartos. | Puntos Por Cuartos. |
| ------------------- | --- | --- | --- | --- | --- | --- | --- | --- |
| Equipos             | V | D | E | 1C | 2C | 3C | 4C | Total. |
| Cleveland Browns    | 1 | 1 | 0 | 7 | 10 | 7 | 7 | 31 |
| San Francisco 49ers | 2 | 0 | 0 | 14 | 7 | 0 | 13 | 34 |
| Números             | Bill Nelsen. QB (CLE) 308 Yardas Para Pases. Ben Willard. RB (SF) 105 Yardas Recorridas. Fair Hooker. WR (CLE) 127 Yardas Para Recepción. | Bill Nelsen. QB (CLE) 308 Yardas Para Pases. Ben Willard. RB (SF) 105 Yardas Recorridas. Fair Hooker. WR (CLE) 127 Yardas Para Recepción. | Bill Nelsen. QB (CLE) 308 Yardas Para Pases. Ben Willard. RB (SF) 105 Yardas Recorridas. Fair Hooker. WR (CLE) 127 Yardas Para Recepción. | Bill Nelsen. QB (CLE) 308 Yardas Para Pases. Ben Willard. RB (SF) 105 Yardas Recorridas. Fair Hooker. WR (CLE) 127 Yardas Para Recepción. | Bill Nelsen. QB (CLE) 308 Yardas Para Pases. Ben Willard. RB (SF) 105 Yardas Recorridas. Fair Hooker. WR (CLE) 127 Yardas Para Recepción. | Bill Nelsen. QB (CLE) 308 Yardas Para Pases. Ben Willard. RB (SF) 105 Yardas Recorridas. Fair Hooker. WR (CLE) 127 Yardas Para Recepción. | Bill Nelsen. QB (CLE) 308 Yardas Para Pases. Ben Willard. RB (SF) 105 Yardas Recorridas. Fair Hooker. WR (CLE) 127 Yardas Para Recepción. | Bill Nelsen. QB (CLE) 308 Yardas Para Pases. Ben Willard. RB (SF) 105 Yardas Recorridas. Fair Hooker. WR (CLE) 127 Yardas Para Recepción. |
| Fecha               | Domingo, 27 de septiembre de 1970 | Domingo, 27 de septiembre de 1970 | Domingo, 27 de septiembre de 1970 | Domingo, 27 de septiembre de 1970 | Domingo, 27 de septiembre de 1970 | Domingo, 27 de septiembre de 1970 | Domingo, 27 de septiembre de 1970 | Domingo, 27 de septiembre de 1970 |
| Hora de USA         | 04:00 PM ET. | 04:00 PM ET. | 04:00 PM ET. | 04:00 PM ET. | 04:00 PM ET. | 04:00 PM ET. | 04:00 PM ET. | 04:00 PM ET. |

| Equipos | Registro                        | Registro                        | Registro                        | Puntos Por Cuartos.             | Puntos Por Cuartos.             | Puntos Por Cuartos.             | Puntos Por Cuartos.             | Puntos Por Cuartos.             |
| --- | ------------------------------- | ------------------------------- | ------------------------------- | ------------------------------- | ------------------------------- | ------------------------------- | ------------------------------- | ------------------------------- |
| Equipos | V                               | D                               | E                               | 1C                              | 2C                              | 3C                              | 4C                              | Total.                          |
| Kansas City Chiefs. | 1                               | 1                               | 0                               | 10                              | 21                              | 3                               | 10                              | 44                              |
| Baltimore Colts | 1                               | 1                               | 0                               | 0                               | 7                               | 3                               | 14                              | 24                              |
| Fecha | Lunes, 28 de septiembre de 1970 | Lunes, 28 de septiembre de 1970 | Lunes, 28 de septiembre de 1970 | Lunes, 28 de septiembre de 1970 | Lunes, 28 de septiembre de 1970 | Lunes, 28 de septiembre de 1970 | Lunes, 28 de septiembre de 1970 | Lunes, 28 de septiembre de 1970 |
| Hora de USA. | 09:00 PM ET                     | 09:00 PM ET                     | 09:00 PM ET                     | 09:00 PM ET                     | 09:00 PM ET                     | 09:00 PM ET                     | 09:00 PM ET                     | 09:00 PM ET                     |
| Cobertura Televisiva | abc Monday Night Football.      | abc Monday Night Football.      | abc Monday Night Football.      | abc Monday Night Football.      | abc Monday Night Football.      | abc Monday Night Football.      | abc Monday Night Football.      | abc Monday Night Football.      |
| Earl Morrall QB (BAL) 243 Yds Por Pases. Warren McVea RB-SE-WR (KC) 56 Yds Recorridas. Eddie Hinton WR. (BAL) 190 Yds Para Recepción. |                                 |                                 |                                 |                                 |                                 |                                 |                                 |                                 |

Jugadores Más Valiosos de la Semana 2.
| Nombre del Jugador.  | Intercepciones (INT) | Yardas                                                         | TD                                                             | Pases Defendidos (PD)                                          | Capturas o Sacks (SK).                                         | Fumbles o Balones Sueltos (FF).                                |
| -------------------- | -------------------- | -------------------------------------------------------------- | -------------------------------------------------------------- | -------------------------------------------------------------- | -------------------------------------------------------------- | -------------------------------------------------------------- |
| Clancy Williams (RB) | 3                    | 41                                                             | 0                                                              | 0                                                              | 0.0                                                            | 0                                                              |
| Equipo               | Los Angeles Rams     | Fecha: 27 de Septiembre 1970.Mejor Jugador Defensivo SEMANA 2. | Fecha: 27 de Septiembre 1970.Mejor Jugador Defensivo SEMANA 2. | Fecha: 27 de Septiembre 1970.Mejor Jugador Defensivo SEMANA 2. | Fecha: 27 de Septiembre 1970.Mejor Jugador Defensivo SEMANA 2. | Fecha: 27 de Septiembre 1970.Mejor Jugador Defensivo SEMANA 2. |
| Oponente             | Bufalo Bills         | Fecha: 27 de Septiembre 1970.Mejor Jugador Defensivo SEMANA 2. | Fecha: 27 de Septiembre 1970.Mejor Jugador Defensivo SEMANA 2. | Fecha: 27 de Septiembre 1970.Mejor Jugador Defensivo SEMANA 2. | Fecha: 27 de Septiembre 1970.Mejor Jugador Defensivo SEMANA 2. | Fecha: 27 de Septiembre 1970.Mejor Jugador Defensivo SEMANA 2. |

## Tabla de Posiciones y Clasificados a los Playoffs.
| Clasificado para los playoffs |

| Baltimore Colts(1) | 11 | 2  | 1 | .846 | 321 | 234 |
| Miami Dolphins(4)  | 10 | 4  | 0 | .714 | 297 | 228 |
| New York Jets      | 4  | 10 | 0 | .286 | 255 | 286 |
| Buffalo Bills      | 3  | 10 | 1 | .231 | 204 | 337 |
| Boston Patriots    | 2  | 12 | 0 | .143 | 149 | 361 |

|                       |   |    |   |      |     |     |
| Cincinnati Bengals(3) | 8 | 6  | 0 | .571 | 312 | 255 |
| Cleveland Browns      | 7 | 7  | 0 | .500 | 286 | 265 |
| Pittsburgh Steelers   | 5 | 9  | 0 | .357 | 210 | 272 |
| Houston Oilers        | 3 | 10 | 1 | .231 | 217 | 352 |

|                    |   |   |   |      |     |     |
| Oakland Raiders(2) | 8 | 4 | 2 | .667 | 300 | 293 |
| Kansas City Chiefs | 7 | 5 | 2 | .583 | 272 | 244 |
| San Diego Chargers | 5 | 6 | 3 | .455 | 282 | 278 |
| Denver Broncos     | 5 | 8 | 1 | .385 | 253 | 264 |

|                     |    |    |   |      |     |     |
| Dallas Cowboys(3)   | 10 | 4  | 0 | .714 | 299 | 221 |
| New York Giants     | 9  | 5  | 0 | .643 | 301 | 270 |
| St. Louis Cardinals | 8  | 5  | 1 | .615 | 325 | 228 |
| Washington Redskins | 6  | 8  | 0 | .429 | 297 | 314 |
| Philadelphia Eagles | 3  | 10 | 1 | .231 | 241 | 332 |

| Minnesota Vikings(1) | 12 | 2 | 0 | .857 | 335 | 143 |
| Detroit Lions(4)     | 10 | 4 | 0 | .714 | 347 | 202 |
| Green Bay Packers    | 6  | 8 | 0 | .429 | 196 | 293 |
| Chicago Bears        | 6  | 8 | 0 | .429 | 256 | 261 |

| San Francisco 49ers(2) | 10 | 3  | 1 | .769 | 352 | 267 |
| Los Angeles Rams       | 9  | 4  | 1 | .692 | 325 | 202 |
| Atlanta Falcons        | 4  | 8  | 2 | .333 | 206 | 261 |
| New Orleans Saints     | 2  | 11 | 1 | .154 | 172 | 347 |

### Desempate
- Green Bay finalizó por delante de Chicago en la NFC Central basado en un mejor registro de división (2-4 contra 1-5 de los Bears)

## Postemporada
Nota: Antes de la temporada 1975, las localías en los playoffs se decidían sobre la base de una rotación anual.
|  | Ronda Divisional                 | Ronda Divisional        | Ronda Divisional        |                             |               | Finales de Conferencia | Finales de Conferencia        | Finales de Conferencia        |                               |              | Super Bowl   | Super Bowl   | Super Bowl |  |  |
|  |                                  |                         |                         |                             |               |                        |                               |                               |                               |              |              |              |            |  |  |
|  |                                  |                         |                         |                             |               |                        |                               |                               |                               |              |              |              |            |  |  |
|  | 27 de Dic - Oakland Coliseum     |                         |                         |                             |               |                        |                               |                               |                               |              |              |              |            |  |  |
|  | 4                                | Miami                   | 14                      |                             |               |                        |                               |                               |                               |              |              |              |            |  |  |
|  | 4                                | Miami                   | 14                      | 3 de Ene - Memorial Stadium |               |                        |                               |                               |                               |              |              |              |            |  |  |
|  | 2                                | Oakland                 | 21                      |                             |               |                        |                               |                               |                               |              |              |              |            |  |  |
|  | 2                                | Oakland                 | 21                      |                             | 2             | Oakland                | 17                            |                               |                               |              |              |              |            |  |  |
|  | 26 de Dic - Memorial Stadium     |                         |                         |                             | 2             | Oakland                | 17                            |                               |                               |              |              |              |            |  |  |
|  |                                  | 1                       | Baltimore Colts         | 27                          |               |                        |                               |                               |                               |              |              |              |            |  |  |
|  | 3                                | 1                       | Baltimore Colts         | 27                          | Cincinnati    | 0                      |                               |                               |                               |              |              |              |            |  |  |
|  | 3                                | Campeonato de la AFC    |                         |                             | Cincinnati    | 0                      |                               |                               |                               |              |              |              |            |  |  |
|  | 1                                | Baltimore Colts         | 17                      |                             |               |                        | 17 de Ene - Miami Orange Bowl | 17 de Ene - Miami Orange Bowl | 17 de Ene - Miami Orange Bowl |              |              |              |            |  |  |
|  | 1                                | Baltimore Colts         | 17                      |                             |               |                        | 17 de Ene - Miami Orange Bowl | 17 de Ene - Miami Orange Bowl | 17 de Ene - Miami Orange Bowl |              |              |              |            |  |  |
|  |                                  |                         |                         |                             |               |                        |                               |                               |                               | A1           | Baltimore    | 16           |            |  |  |
|  | 26 de Dic – Cotton Bowl          | 26 de Dic – Cotton Bowl | 26 de Dic – Cotton Bowl |                             |               |                        |                               |                               |                               | N3           | Dallas       | 13           |            |  |  |
|  | 4                                | Detroit                 | 0                       |                             |               |                        |                               |                               |                               | Super Bowl V | Super Bowl V | Super Bowl V |            |  |  |
|  | 4                                | Detroit                 | 0                       | 3 de Ene - Kezar Stadium    |               |                        |                               |                               |                               | Super Bowl V | Super Bowl V | Super Bowl V |            |  |  |
|  | 3                                | Dallas                  | 5                       |                             |               |                        |                               |                               |                               |              |              |              |            |  |  |
|  | 3                                | Dallas                  | 5                       |                             | 3             | Dallas                 | 17                            |                               |                               |              |              |              |            |  |  |
|  | 27 de Dic – Metropolitan Stadium |                         |                         |                             | 3             | Dallas                 | 17                            |                               |                               |              |              |              |            |  |  |
|  |                                  | 2                       | San Francisco           | 10                          |               |                        |                               |                               |                               |              |              |              |            |  |  |
|  | 2                                | 2                       | San Francisco           | 10                          | San Francisco | 17                     |                               |                               |                               |              |              |              |            |  |  |
|  | 2                                | Campeonato de la NFC    |                         |                             | San Francisco | 17                     |                               |                               |                               |              |              |              |            |  |  |
|  | 1                                | Minnesota               | 14                      |                             |               |                        |                               |                               |                               |              |              |              |            |  |  |
|  | 1                                | Minnesota               | 14                      |                             |               |                        |                               |                               |                               |              |              |              |            |  |  |

La letra negrita indica el equipo ganador.

## Premios anuales
Al final de temporada se entregan diferentes premios reconociendo el valor del jugador durante la temporada entera.
| Premio                                       | Ganador       | Posición    | Equipo              |
| -------------------------------------------- | ------------- | ----------- | ------------------- |
| Jugador más valioso                          | John Brodie   | Quarterback | San Francisco 49ers |
| Anexo:Premio al Entrenador del Año de la NFL | Dick Nolan    | Head Coach  | San Francisco 49ers |
| Novato ofensivo del año                      | Dennis Shaw   | Quarterback | Buffalo Bills       |
| Novato defensivo del año                     | Bruce Taylor  | Cornerback  | San Francisco 49ers |
| Hombre del Año                               | Johnny Unitas | Quarterback | Baltimore Colts     |
| Jugador más valioso del SB                   | Chuck Howley  | Linebacker  | Dallas Cowboys      |